# Замок Пелішор
Замок Пелішор (Castelul Pelişor) — "маленький Пелеш" — є частиною того ж палацового комплексу, що і замок Пелеш, розташований в місті Сіная в Румунії. Замок був побудований в стилі модерн за наказом короля Кароля I в 1899-1903 роках.

## Історія
Кароль I наказав побудувати замок Пелішор як літню резиденцію для сім'ї спадкоємця престолу — майбутнього короля Фердинанда I. Фердинанд доводився племінником королеві Каролю I, він був сином його старшого брата Леопольда.
Замок Пелішор був побудований чеським архітектором Карелом Ліманом в стилі модерн, меблі і внутрішнє убрання спроектовані віденським дизайнером Бернардом Людвігом. Дружина Фердинанда, принцеса Марія, мала тонкий художній смак, брала діяльну участь в оформленні замку. Вона зуміла створити свій власний стиль, поєднуючи елементи модерну з візантійською і кельтською символікою.
У замку Пелішор провели свої дитячі роки діти Фердинанда і Марії:
- Кароль - майбутній король Румунії Кароль II,
- Марія — майбутня королева Югославії,
- Єлизавета — майбутня королева Греції,
- принц Николає.

Королева Марія дуже любила цей замок, останні хвилини свого життя вона побажала провести у "Золотій кімнаті" Пелішора, створеній за її ескізами.
У 1947 році після приходу до влади комуністів і зречення короля Михая власність королівської сім'ї було конфісковано, включаючи і замок Пелішор. У 2006 році румунський уряд оголосив про повернення палацового комплексу колишньому королеві Михаю I. Незабаром після надбання королем своєї власності переговори між ним і урядом поновилися, і замок Пелеш знову став національним надбанням, Пелішор нині теж є музеєм і відкритий для відвідувань.

## Опис
Замок Пелішор невеликий, на відміну від просторого Пелеша, він має всього 70 кімнат, але він теж будувався як королівська резиденція, його представницька частина - парадний хол, велика їдальня - вражають витонченістю убрання. Парадний хол має висоту в три поверхи, великі вікна і скляну стелю, прикрашений вітражами, що створюють враження простору, пронизаного світлом. Стіни холу прикрашені дубовими панелями. Картини, написані олією, ескізи і акварелі зображують Марію з дітьми.
Замок відбиває художні смаки і стиль королеви Марії. При її участі створено унікальні інтер'єри: "Золота спальня", "Каплиця" і "Золота кімната". Тут, на позолочених стінах, зображено листя реп'яха, що нагадує про емблему Шотландії, батьківщині Марії. У колекції декоративного мистецтва зібрано твори Галле, братів Даум, Гоффмана, Тіффані і Гуршнера. "Золоту спальню" обставлено меблями, створеними по малюнках королеви в майстернях Сінаї в 1909 році.  Кабінет Марії декорований бринковянськими колонами, каміном, що типово для румунських інтер'єрів. Стільці і письмовий стіл королеви прикрашені символами Марії — лілією і кельтським хрестом. Кабінет Фердинанда, витриманий у строгому стилі, нагадує про німецький неоренесанс замку Пелеш.

## Ресурси Інтернету
- Офіційний сайт  [Архівовано 19 березня 2022 у Wayback Machine.]

1. ↑  Wiki Loves Monuments monuments database — 2017.
2. ↑  https://en.peles.ro/history/history-of-pelisor-castle/